# Still Alice
Still Alice (bra: Para Sempre Alice; prt: O Meu Nome É Alice) é um filme de drama estadunidense de 2015 dirigido e escrito por Wash Westmoreland e Richard Glatzer, baseado no romance homônimo de Lisa Genova.

## Sinopse
A Dra. Alice Howland — professora e pesquisadora bem-sucedida — é diagnosticada, aos 50 anos, com a doença de Alzheimer de início precoce. A narrativa mostra os conflitos e os problemas sofridos por Howland ao enfrentar a doença que gradualmente a consumia.[carece de fontes?]

## Elenco
- Julianne Moore — Dr. Alice Howland
- Kristen Stewart — Lydia Howland
- Alec Baldwin — Dr. John Howland
- Kate Bosworth — Anna Howland
- Hunter Parrish — Tom Howland
- Shane McRae — Charlie
- Stephen Kunken — Dr. Benjamin
- Victoria Cartagena — Prof. Hooper
- Cali T. Rossen — Leslie
- Erin Darke — Jenny

## Produção
A jornalista estadunidense e autora Maria Shriver foi uma das produtoras executivas. O filme foi gravado em Nova Iorque. Estreou no Festival de Cinema de Toronto em 8 de setembro de 2014.

## Prêmios
| Prêmio                         | Categoria                            | Recipiente                                                                    | Resultado                 |
| ------------------------------ | ------------------------------------ | ----------------------------------------------------------------------------- | ------------------------- |
| Globo de Ouro                  | Melhor Atriz em Filme Dramático      | Julianne Moore                                                                | Venceu                    |
| SAG                            | Melhor atriz em série de drama       | Julianne Moore                                                                | Venceu[carece de fontes?] |
| BAFTA                          | Melhor Atriz em Cinema               | Julianne Moore                                                                | Venceu[carece de fontes?] |
| Oscar                          | Melhor atriz                         | Julianne Moore                                                                | Venceu                    |
| Prémios Critics' Choice        | Melhor Atriz em filme de Drama       | Julianne Moore                                                                | Venceu                    |
| AARP Movies for Grownups Award | Melhor Atriz                         | Julianne Moore                                                                | Venceu                    |
| AARP Movies for Grownups Award | Melhor História de Amor para Adultos | Julianne Moore e Alec Baldwin [carece de fontes?]                             | Indicado                  |
| EDA Award                      | Melhor Atriz                         | Julianne Moore                                                                | Venceu                    |
| EDA Female Focus Award         | Atriz que Desafia a Idade e o Agismo | Julianne Moore                                                                | Indicado                  |
| ACCA                           | Melhor Atriz                         | Julianne Moore                                                                | Indicado                  |
| ACCA                           | Melhor Atriz Coadjuvante             | Kristen Stewart                                                               | Indicado                  |
| ACCA                           | Melhor Elenco                        | Julianne Moore, Kristen Stewart, Alec Baldwin, Kate Bosworth e Hunter Parrish | Indicado                  |